# Пєлєшенко Олександр Юрійович
Олександр Юрійович Пєлєшенко (7 січня 1994, Петровське, Луганська область, Україна — 5 травня 2024) — український важкоатлет, заслужений майстер спорту України. Чемпіон Європи 2016 та 2017 років.

## Біографія
З початком російського вторгнення в Україну мобілізувався до Збройних сил України.
Помер в травні 2024 року у віці 30 років.
Похований в с. Поскладанівці.

## Результати
| Рік              | Місце                    | Вага             | Ривок            | Ривок            | Ривок            | Ривок            | Поштовх          | Поштовх          | Поштовх          | Поштовх          | Загалом          | Місце            |
| Рік              | Місце                    | Вага             | 1                | 2                | 3                | Місце            | 1                | 2                | 3                | Місце            | Загалом          | Місце            |
| Олімпійські ігри | Олімпійські ігри         | Олімпійські ігри | Олімпійські ігри | Олімпійські ігри | Олімпійські ігри | Олімпійські ігри | Олімпійські ігри | Олімпійські ігри | Олімпійські ігри | Олімпійські ігри | Олімпійські ігри | Олімпійські ігри |
| ---------------- | ------------------------ | ---------------- | ---------------- | ---------------- | ---------------- | ---------------- | ---------------- | ---------------- | ---------------- | ---------------- | ---------------- | ---------------- |
| 2016             | Ріо-де-Жанейро, Бразилія | 85 кг            | 170              | 173              | 175              | 4                | 210              | 210              | 212              | 4                | 385              | 4                |
| Чемпіонат світу  |                          |                  |                  |                  |                  |                  |                  |                  |                  |                  |                  |                  |
| 2015             | Х'юстон, США             | 85 кг            | 167              | 173              | 173              | 7                | 201              | 201              | 210              | 7                | 368              | 4                |
| Чемпіонат Європи |                          |                  |                  |                  |                  |                  |                  |                  |                  |                  |                  |                  |
| 2016             | Фйорд, Норвегія          | 85 кг            | 165              | 165              | 168              | 2                | 200              | 204              | 204              | 1                | 372              | 1                |
| 2017             | Спліт, Хорватія          | 85 кг            | 170              | 170              | 175              | 1                | 202              | 211              | 211              | 2                | 386              | 1                |

## Дивіться також
- Список українських спортсменів, тренерів і функціонерів, що загинули під час Революції гідності чи внаслідок російської агресії в Україні